# Římskokatolická farnost Slunečná
Římskokatolická farnost Slunečná (dříve německy Sönneberg nebo Sonneberg) je církevní správní jednotka sdružující římské katolíky na území obce Slunečná a v jejím okolí. Organizačně spadá do českolipského vikariátu, který je jedním z 10 vikariátů litoměřické diecéze. Centrem farnosti je kostel Nanebevzetí Panny Marie ve Slunečné.

## Historie farnosti
Farní kostel Nanebevzetí Panny Marie na Slunečné byl vybudován již v letech 1846-1850 jako filiální k Horní Libchavě. V roce 1880 byla Slunečná ustavena samostatnou farností. Duchovní správu zde původně vykonával Řád Maltézských rytířů (řádový znak je dodnes nad vchodem do bývalé fary). Ve 20. století se duchovní správy farnosti ujala litoměřická diecéze. V kostele nejsou ve 2. dekádě 21. století pravidelné bohoslužby, a fara naproti kostelu je soukromým majetkem.

### Duchovní správcové vedoucí farnost
Začátek působnosti jmenovaného v duchovní správě farnosti od:
- 1880 proto-par. (1. farář) Josef Šebor O.Melit., n. 13. 7. 1847 Horažďovice, o. 13. 7. 1873
- 1888 Anton. Götz, n. 9. 8. 1845 Dobříš, o. 13. 7. 1873
- 1891 Franc. Jung O.Melit., n. 26. 6. 1853 Rychnov, o. 11. 7. 1880
- 1906 Joann. Šmíka O.Melit., n. 30. 6. 1859 Lukavice, o. 8. 7. 1883
- 1913 Carol. Lucek O.Melit., n. 23. 5. 1858 Horažďovice, o. 15. 7. 1884, † 4. 1. 1930
- 1930 par. vacat
- 1931 par. vacat, admin. exc. Anton. Straka
- 1933 par. vacat, admin. exc. František Graf
- 1. 1. 1940 par. vacat, admin. Kurt Schrammel
- 1. 4. 1944 par. vacat, admin. František Graf
- 1. 7. 1945 Jan Artur Paul,[1] admin. exc. z Práchně
- 1. 4. 1949 František Gráf admin. exc. z Horní Libchavy
- 15. 12. 1951 František Malý admin. exc. z Volfartic
- 19. 8. 1953 Josef Slavík, admin. exc. z Volfartic
- 1. 11. 1991 Josef Ivan Peša, OESA, admin. exc. z České Lípy
- 1. 1. 1993 Viliam Matějka, admin. exc. z České Lípy[2]

Kromě kněží stojících v čele farnosti, působili ve farnosti v průběhu její historie i jiní kněží. Většinou pracovali jako farní vikáři, kaplani, katecheté, výpomocní duchovní aj.

## Římskokatolické sakrální stavby na území farnosti
| Fotografie | Stavba                         | Místo    | Bohoslužby                      | Zeměpisné souřadnice             | Status       |        |
| Kostel | Kostel                         | Kostel   | Kostel                          | Kostel                           | Kostel       | Kostel |
| --- | ------------------------------ | -------- | ------------------------------- | -------------------------------- | ------------ | ------ |
| | Kostel Nanebevzetí Panny Marie | Slunečná | bližší informace o bohoslužbách | 50°44′10″ s. š., 14°28′54″ v. d. | farní kostel |        |
| Některé drobné sakrální stavby a pamětihodnosti lze dohledat zde v databázi Drobné sakrální památky Zaniklé sakrální stavby lze dohledat zde v databázi Poškozené a zničené kostely, kaple a synagogy v České republice |                                |          |                                 |                                  |              |        |

Ve farnosti se mohou nacházet i další drobné sakrální stavby, místa římskokatolického kultu a pamětihodnosti, které neobsahuje tato tabulka.

## Příslušnost k farnímu obvodu
Z důvodu efektivity duchovní správy byl vytvořen farní obvod (kolatura) farnosti – děkanství Česká Lípa – in urbe, jehož součástí je i farnost Slunečná, která je tak spravována excurrendo. Přehled těchto kolatur je v tabulce farních obvodů českolipského vikariátu.